# Shahid Khan

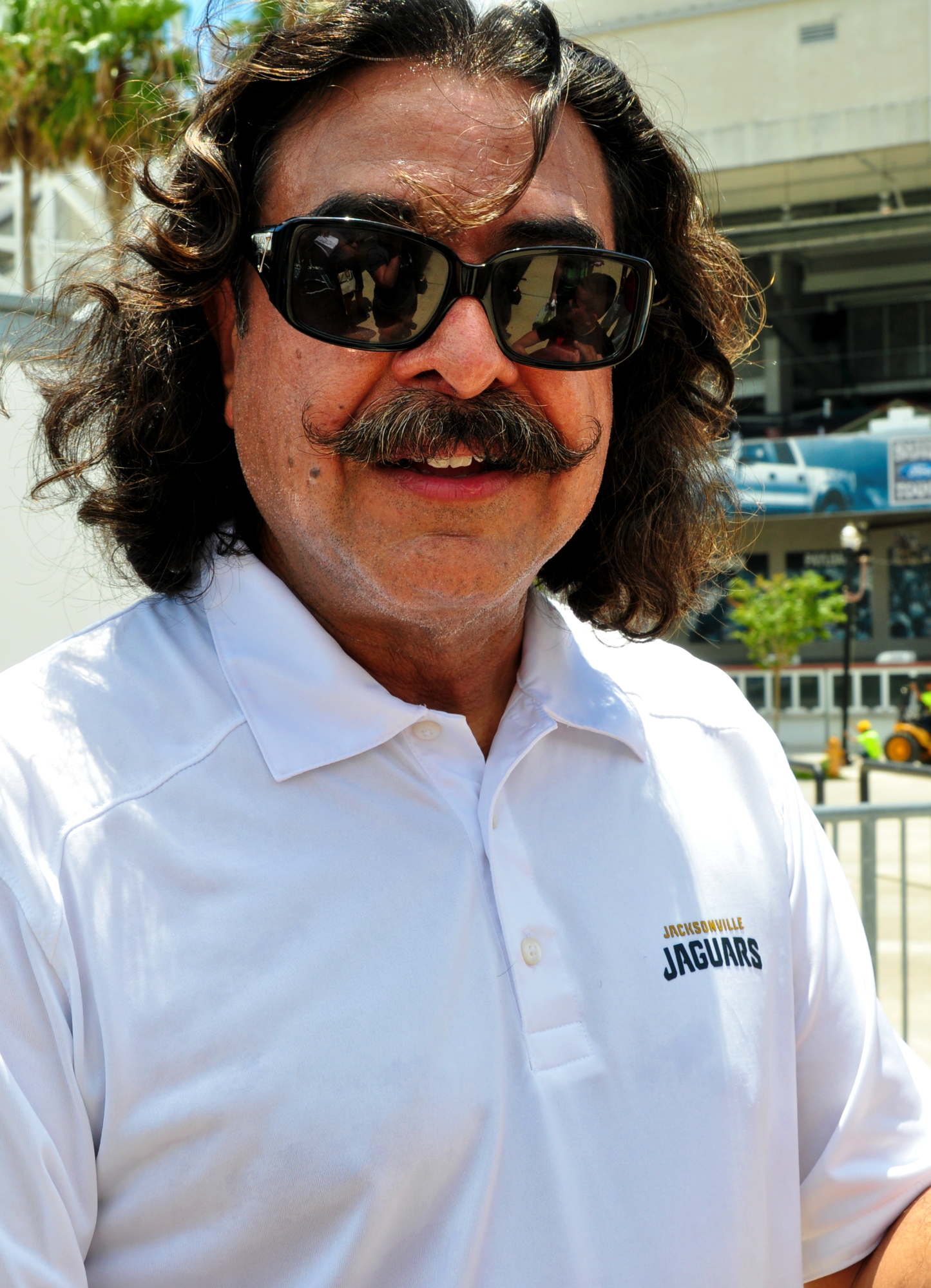
Shahid Khan (2014)

Shahid Rafiq Khan (Urdu شاہد خان; * 1950 in Lahore) ist ein pakistanisch-US-amerikanischer Unternehmer. 2025 wurde sein Vermögen auf 13,3 Milliarden US-Dollar geschätzt.

## Leben
Seine Kindheit verbrachte Khan in Pakistan. An der University of Illinois studierte er Ingenieurwesen. Er arbeitete beim US-amerikanischen Kfz-Zulieferer Flex-N-Gate. 1980 kaufte er Flex-N-Gate von seinem früheren Arbeitgeber Charles Gleason Butzow. Nach Angaben des US-amerikanischen Forbes Magazins ist Khan der reichste Pakistani, mit einem geschätzten Vermögen von 13,3 Milliarden US-Dollar (Stand: 2025). Er kaufte für geschätzte 760 Millionen US-Dollar unter anderem das US-amerikanische Footballteam Jacksonville Jaguars und den englischen Fußballverein FC Fulham, den er 2013 von Mohamed Al-Fayed für 150–200 Millionen US-Dollar erwarb. Er ist mit Ann Khan verheiratet und hat zwei Kinder. Zusammen mit seinem Sohn Tony Khan ist er außerdem einer der Gründer und Mitbesitzer von All Elite Wrestling (AEW).